# Kingolus davisi
Kingolus davisi is een keversoort uit de familie beekkevers (Elmidae). De wetenschappelijke naam van de soort werd in 1948 gepubliceerd door Emil Herman Zeck.
De soort werd aangetroffen in de Wild River in Noord-Queensland (Australië) door dr. Consett Davis, naar wie de soort werd vernoemd. Het is de kleinste soort van het geslacht; 1,4 mm lang. Kenmerkend zijn zes okerkleurige markeringen op elk dekschild.